# 耳コピー
耳コピー（みみこぴー／みみこぴ）は、音楽に関する俗語であり、曲中で実際に演奏されている音を聞き取ること。楽器（必ずしも同じ楽器である必要はないが、口や鼻歌で行ったものは除くことが多い）やデスクトップミュージックで再現したりする技術のこと。省略して耳コピと呼ばれることが多い。聴音。耳コピーした音を譜面に書き起こすことを採譜と呼ぶ。

## 解説
耳コピーを行う者が絶対音感を持つ場合は聞いた音から直接採譜したり演奏したりすることができるが、楽器で確認しながら行うこともできるため、必ずしも絶対音感が必要なわけではない。
モーツァルトは父親のレオポルトとのイタリア旅行の際に、バチカンの秘曲、アレグリ作「ミゼレレ」をシスティーナ礼拝堂で一度聴いて記憶し、宿に帰ってから譜面を書き上げたという伝説は有名である。
曲を譜面化していく技術、記譜法は古くから存在しているが、12音技法（あるいは12音音楽）で必ずしもすべての楽曲を再現できるわけではない。
現代のコンピュータ技術では、マイクロフォンを通じて鼻歌や音声を取り込むことによって、楽譜に書き起こすことができるソフトウェアも開発されている。「Singer Song Writer」(インターネット社)や「ソング頼太」(有限会社ダイナシステム)などが有名である。
プロのミュージシャン（演奏家）においても、演奏の依頼を受けテレビ番組や各種舞台、演奏場などで披露する以上は聴音（耳コピー）・練習を行い、演奏をする事は一般的となっている。必ずしも本番演奏用の楽譜が用意されているわけではないため、原曲を聴音の後それを演奏家自身が楽譜に起こす事もしばしばありえる。